# Alan Walker
Alan Olav Walker (ur. 24 sierpnia 1997 w Northampton) – norweski producent muzyczny i DJ.
Początkowo występował pod pseudonimem DJ Walkzz, pod którym wydawał single w latach 2012–2013. Następnie zaczął posługiwać się w mediach imieniem i nazwiskiem. W 2015 zaprezentował singiel „Faded”, który stał się międzynarodowym przebojem, docierając na szczyt listy przebojów w 10 krajach i zdobywając liczne certyfikaty sprzedaży także w serwisie YouTube, w którym zdobył ogromną popularnością (ponad 12 mld wyświetleń do stycznia 2023). Popularnością na świecie cieszyły się również jego dwa single z 2016, „Sing Me to Sleep” i „Alone”, jak również singiel z 2018 „All Falls Down” z gościnnym udziałem Noah Cyrus. W 2018 wydał debiutancki album studyjny pt. Different World, z którym dotarł do pierwszego miejsca listy najchętniej kupowanych płyt w Norwegii i Finlandii.
Laureat trzech Europejskich Nagród Muzycznych MTV dla najlepszego norweskiego wykonawcy.

## Dyskografia

### Albumy studyjne
| Rok  | Dane dot. albumu | Najwyższe pozycje na listach | Najwyższe pozycje na listach | Najwyższe pozycje na listach | Najwyższe pozycje na listach | Najwyższe pozycje na listach | Najwyższe pozycje na listach | Najwyższe pozycje na listach | Najwyższe pozycje na listach | Najwyższe pozycje na listach | Najwyższe pozycje na listach | Certyfikat                |
| Rok  | Dane dot. albumu | NOR                          | AUT                          | BEL (Fl)                     | BEL (Wa)                     | FIN                          | GER                          | NLD                          | POL                          | SWI                          | SWE                          | Certyfikat                |
| ---- | --- | ---------------------------- | ---------------------------- | ---------------------------- | ---------------------------- | ---------------------------- | ---------------------------- | ---------------------------- | ---------------------------- | ---------------------------- | ---------------------------- | ------------------------- |
| 2018 | Different World - Wydany: 14 grudnia 2018 - Wytwórnia: MER, Sony Music - Format: CD, digital download, media strumieniowe          | 1                            | 59                           | 91                           | 136                          | 1                            | 39                           | 29                           | 31                           | 38                           | 15                           | - POL: 3× platynowa płyta |
| 2021 | World of Walker - Wydany: 26 listopada 2021 - Wytwórnia: MER, Sony Music - Format: CD, digital download, media strumieniowe        | 4                            | —                            | —                            | —                            | 24                           | —                            | —                            | —                            | 32                           | 33                           | —                         |
| 2022 | Walkerverse Pt. I & II - Wydany: 25 listopada 2022 - Wytwórnia: MER, Sony Music - Format: CD, digital download, media strumieniowe | 17                           | —                            | —                            | —                            | 44                           | —                            | —                            | —                            | —                            | —                            | —                         |
| 2023 | Walkerworld - Wydany: 10 listopada 2023 - Wytwórnia: MER - Format: digital download, media strumieniowe                            | 18                           | —                            | —                            | —                            | 33                           | —                            | —                            | —                            | —                            | —                            | —                         |

### Minialbumy
| Rok  | Dane dot. albumu | Najwyższe pozycje na listach | Najwyższe pozycje na listach | Najwyższe pozycje na listach |
| Rok  | Dane dot. albumu | NOR                          | FIN                          | SWE                          |
| ---- | --- | ---------------------------- | ---------------------------- | ---------------------------- |
| 2021 | Walker Racing League - Wydany: 10 września 2021 - Wytwórnia: MER, Sony Music - Format: digital download, media strumieniowe | —                            | 19                           | 32                           |
| 2022 | Walkerverse Pt. I - Wydany: 17 czerwca 2022 - Wytwórnia: MER, Sony Music - Format: digital download, media strumieniowe     | —                            | —                            | —                            |
| 2022 | Origins - Wydany: 1 lipca 2022 - Wytwórnia: MER, Corite - Format: digital download, media strumieniowe                      | —                            | —                            | —                            |
| 2022 | Walkerverse Pt. II - Wydany: 18 listopada 2022 - Wytwórnia: MER, Sony Music - Format: digital download, media strumieniowe  | —                            | —                            | —                            |
| 2024 | Neon Nights - Wydany: 7 sierpnia 2024 - Wytwórnia: Monstercat - Format: digital download, media strumieniowe                | —                            | —                            | —                            |

### Single

#### Jako główny artysta
Jako Alan Walker
| Rok                                                      | Tytuł                                                           | Najwyższe pozycje na listach | Najwyższe pozycje na listach | Najwyższe pozycje na listach | Najwyższe pozycje na listach | Najwyższe pozycje na listach | Najwyższe pozycje na listach | Najwyższe pozycje na listach | Najwyższe pozycje na listach | Najwyższe pozycje na listach | Najwyższe pozycje na listach | Najwyższe pozycje na listach | Najwyższe pozycje na listach | Najwyższe pozycje na listach | Najwyższe pozycje na listach | Najwyższe pozycje na listach | Najwyższe pozycje na listach | Najwyższe pozycje na listach | Najwyższe pozycje na listach | Certyfikat |
| Rok                                                      | Tytuł                                                           | NOR                          | AUS                          | AUT                          | BEL (Fl)                     | BEL (Wa)                     | CAN                          | DNK                          | FIN                          | FRA                          | GER                          | ITA                          | IRL                          | NLD                          | NZL                          | SWI                          | SWE                          | UK                           | US                           | Certyfikat |
| -------------------------------------------------------- | --------------------------------------------------------------- | ---------------------------- | ---------------------------- | ---------------------------- | ---------------------------- | ---------------------------- | ---------------------------- | ---------------------------- | ---------------------------- | ---------------------------- | ---------------------------- | ---------------------------- | ---------------------------- | ---------------------------- | ---------------------------- | ---------------------------- | ---------------------------- | ---------------------------- | ---------------------------- | --- |
| 2014                                                     | „Fade”                                                          | –                            | –                            | –                            | –                            | –                            | –                            | –                            | –                            | –                            | –                            | –                            | –                            | –                            | –                            | –                            | –                            | –                            | –                            | |
| 2015                                                     | „Spectre”                                                       | –                            | –                            | –                            | –                            | –                            | –                            | –                            | –                            | –                            | –                            | –                            | –                            | –                            | –                            | –                            | –                            | –                            | –                            | |
| 2015                                                     | „Force”                                                         | –                            | –                            | –                            | –                            | –                            | –                            | –                            | –                            | –                            | –                            | –                            | –                            | –                            | –                            | –                            | –                            | –                            | –                            | |
| 2015                                                     | „Faded”                                                         | 1                            | 2                            | 1                            | 2                            | 1                            | 32                           | 3                            | 1                            | 1                            | 1                            | 1                            | 6                            | 2                            | 2                            | 1                            | 1                            | 7                            | 80                           | - NOR: 11× platynowa płyta - AUS: 4× platynowa płyta - AUT: 2× platynowa płyta - BEL: 2× platynowa płyta - DNK: 2× platynowa płyta - FIN: platynowa płyta - SPA: 4× platynowa płyta - NLD: platynowa płyta - CAN: 4× platynowa płyta - MEX: złota płyta - GER: diamentowa płyta - NZ: 2× platynowa płyta - POL: 2× diamentowa płyta - USA: platynowa płyta - SWE: 13× platynowa płyta - GBR: platynowa płyta - ITA: 8× platynowa płyta |
| 2016                                                     | „Sing Me to Sleep”                                              | 1                            | –                            | 4                            | –                            | –                            | –                            | –                            | 4                            | 51                           | 10                           | –                            | –                            | –                            | –                            | 14                           | 9                            | 95                           | –                            | - NOR: 6× platynowa płyta - AUT: złota płyta - CAN: złota płyta - MEX: złota płyta - GER: platynowa płyta - POL: diamentowa płyta - SWI: platynowa płyta - SWE: 4× platynowa płyta - ITA: złota płyta |
| 2016                                                     | „Routine”                                                       | –                            | –                            | –                            | –                            | –                            | –                            | –                            | –                            | –                            | –                            | –                            | –                            | –                            | –                            | –                            | –                            | –                            | –                            | |
| 2016                                                     | „Alone”                                                         | 1                            | –                            | 1                            | 40                           | 46                           | –                            | 40                           | 1                            | 89                           | 4                            | 36                           | 74                           | 53                           | –                            | 2                            | 2                            | –                            | –                            | - NOR: 4× platynowa płyta - AUT: platynowa płyta - FRA: złota płyta - DNK: złota płyta - SPA: złota płyta - CAN: złota płyta - GER: złota płyta - POL: platynowa płyta - SWI: platynowa płyta - SWE: 3× platynowa płyta - ITA: platynowa płyta |
| 2017                                                     | „Ignite” (gościnnie: K-391)                                     | 1                            | –                            | –                            | –                            | –                            | –                            | –                            | 5                            | –                            | –                            | –                            | –                            | –                            | –                            | 13                           | –                            | –                            | –                            | |
| 2017                                                     | „Tired” (gościnnie: Gavin James)                                | 5                            | 68                           | 35                           | –                            | –                            | –                            | –                            | –                            | 79                           | 66                           | –                            | 78                           | –                            | –                            | 64                           | 21                           | –                            | –                            | - NOR: 2×platynowa płyta - CAN: złota płyta - POL: platynowa płyta - SWE: 2×platynowa płyta |
| 2017                                                     | „The Spectre”                                                   | 5                            | –                            | 14                           | –                            | –                            | –                            | –                            | –                            | –                            | 50                           | –                            | –                            | –                            | –                            | 13                           | 22                           | –                            | –                            | - SWE: platynowa płyta - POL: platynowa płyta |
| 2017                                                     | „All Falls Down” (gościnnie: Noah Cyrus i Digital Farm Animals) | 1                            | 95                           | 29                           | 47                           | 44                           | –                            | –                            | 10                           | 139                          | 75                           | –                            | 65                           | 20                           | –                            | 29                           | 4                            | 87                           | –                            | - SWE: 2×platynowa płyta - SPA: złota płyta - NLD: platynowa płyta - CAN: złota płyta - POL: 2×platynowa płyta |
| 2018                                                     | „Darkside” (gościnnie: Au/Ra i Tomine Harket)                   | 1                            | –                            | 63                           | –                            | –                            | –                            | –                            | 6                            | –                            | 97                           | –                            | 67                           | 32                           | –                            | 39                           | 10                           | –                            | –                            | - POL: 2x platynowa płyta |
| 2018                                                     | „Diamond Heart” (gościnnie: Sophia Somajo)                      | 1                            | –                            | 56                           | –                            | 29                           | –                            | –                            | 2                            | –                            | 89                           | –                            | –                            | 27                           | –                            | 12                           | 11                           | –                            | –                            | - POL: platynowa płyta |
| 2018                                                     | „Different World” (oraz K-391, Sofia Carson i Corsak)           | 31                           | –                            | –                            | –                            | –                            | –                            | –                            | 14                           | –                            | –                            | –                            | –                            | –                            | –                            | 73                           | –                            | –                            | –                            | |
| 2018                                                     | „Lost Control” (oraz Sorana)                                    | 3                            | –                            | –                            | –                            | –                            | –                            | –                            | –                            | –                            | –                            | –                            | –                            | –                            | –                            | 21                           | –                            | –                            | –                            | |
| 2019                                                     | „On My Way” (oraz Sabrina Carpenter i Farruko)                  | 3                            | –                            | –                            | –                            | –                            | –                            | –                            | 12                           | –                            | 85                           | –                            | –                            | –                            | –                            | 34                           | 30                           | –                            | –                            | - POL: złota płyta |
| 2019                                                     | „Play” (oraz K-391, Martin Tungevaag i Mangoo)                  | 2                            | 44                           | –                            | –                            | –                            | –                            | –                            | 11                           | –                            | –                            | –                            | –                            | –                            | –                            | 78                           | 25                           | –                            | –                            | |
| 2019                                                     | „Alone, Pt. II” (oraz Ava Max)                                  | 4                            | –                            | 45                           | 8                            | 7                            | –                            | –                            | 18                           | 68                           | 47                           | –                            | –                            | 15                           | –                            | 47                           | 25                           | –                            | –                            | - POL: platynowa płyta |
| 2020                                                     | „End Of Time” (oraz K-391 i Ahrix)                              | 4                            | –                            | –                            | –                            | –                            | –                            | –                            | –                            | –                            | –                            | –                            | –                            | –                            | –                            | 82                           | 60                           | –                            | –                            | |
| 2020                                                     | „Heading Home” (oraz Ruben)                                     | 15                           | –                            | –                            | –                            | –                            | –                            | –                            | –                            | –                            | –                            | –                            | –                            | –                            | –                            | –                            | 53                           | –                            | –                            | |
| 2020                                                     | „Space Melody” (oraz Vize, gościnnie: Leony)                    | –                            | –                            | –                            | –                            | –                            | –                            | –                            | –                            | –                            | –                            | –                            | –                            | –                            | –                            | –                            | –                            | –                            | –                            | - POL: złota płyta |
| 2021                                                     | „Sorry” (oraz Isák)                                             | 8                            | –                            | –                            | –                            | –                            | –                            | –                            | –                            | –                            | –                            | –                            | –                            | –                            | –                            | –                            | 83                           | –                            | –                            | |
| 2021                                                     | „Fake a Smile” (oraz Salem Ilese)                               | 12                           | –                            | –                            | –                            | –                            | –                            | –                            | –                            | –                            | –                            | –                            | –                            | –                            | –                            | –                            | 23                           | –                            | –                            | |
| 2021                                                     | „Dead Girl! (Shake My Head)” (oraz Au/Ra)                       | –                            | –                            | –                            | –                            | –                            | –                            | –                            | –                            | –                            | –                            | –                            | –                            | –                            | –                            | –                            | –                            | –                            | –                            | |
| 2021                                                     | „Believers” (oraz Conor Maynard)                                | 24                           | –                            | –                            | –                            | –                            | –                            | –                            | –                            | –                            | –                            | –                            | –                            | –                            | –                            | –                            | 64                           | –                            | –                            | |
| 2021                                                     | „Sweet Dreams” (oraz Imanbek)                                   | 14                           | –                            | –                            | –                            | –                            | –                            | –                            | –                            | –                            | –                            | –                            | –                            | –                            | –                            | –                            | 81                           | –                            | –                            | |
| 2021                                                     | „Running Out Of Roses” (oraz Jamie Miller)                      | 15                           | –                            | –                            | –                            | –                            | –                            | –                            | –                            | –                            | –                            | –                            | –                            | –                            | –                            | –                            | 78                           | –                            | –                            | |
| 2021                                                     | „Don't You Hold Me Down” (oraz Georgia Ku)                      | 19                           | –                            | –                            | –                            | –                            | –                            | –                            | –                            | –                            | –                            | –                            | –                            | –                            | –                            | –                            | 81                           | –                            | –                            | |
| 2021                                                     | „World We Used to Know” (oraz Winona Oak)                       | 15                           | –                            | –                            | –                            | –                            | –                            | –                            | –                            | –                            | –                            | –                            | –                            | –                            | –                            | –                            | 46                           | –                            | –                            | |
| 2021                                                     | „Man on the Moon” (oraz Benjamin Ingrosso)                      | 23                           | –                            | –                            | –                            | –                            | –                            | –                            | –                            | –                            | –                            | –                            | –                            | –                            | –                            | –                            | 12                           | –                            | –                            | - POL: złota płyta |
| 2022                                                     | „Headlights” (oraz Alok; gośc. Kiddo)                           | 15                           | –                            | –                            | –                            | –                            | –                            | –                            | –                            | –                            | –                            | –                            | –                            | –                            | –                            | –                            | 59                           | –                            | –                            | - POL: złota płyta |
| 2022                                                     | „Hello World” (oraz Torine)                                     | 11                           | –                            | –                            | –                            | –                            | –                            | –                            | –                            | –                            | –                            | –                            | –                            | –                            | –                            | –                            | 84                           | –                            | –                            | |
| 2022                                                     | „The Drum”                                                      | 16                           | –                            | –                            | –                            | –                            | –                            | –                            | –                            | –                            | –                            | –                            | –                            | –                            | –                            | –                            | –                            | –                            | –                            | |
| 2022                                                     | „Blue” (oraz Ina Wroldsen)                                      | –                            | –                            | –                            | –                            | –                            | –                            | –                            | –                            | –                            | –                            | –                            | –                            | –                            | –                            | –                            | –                            | –                            | –                            | |
| 2022                                                     | „Someone Like U” (oraz Au/Ra)                                   | –                            | –                            | –                            | –                            | –                            | –                            | –                            | –                            | –                            | –                            | –                            | –                            | –                            | –                            | –                            | –                            | –                            | –                            | |
| 2022                                                     | „Extremes” (oraz Trevor Daniel)                                 | –                            | –                            | –                            | –                            | –                            | –                            | –                            | –                            | –                            | –                            | –                            | –                            | –                            | –                            | –                            | 86                           | –                            | –                            | |
| 2022                                                     | „Lovesick” (gościnnie: Sophie Simmons)                          | –                            | –                            | –                            | –                            | –                            | –                            | –                            | –                            | –                            | –                            | –                            | –                            | –                            | –                            | –                            | –                            | –                            | –                            | |
| 2022                                                     | „Catch Me If You Can” (oraz Sorana)                             | –                            | –                            | –                            | –                            | –                            | –                            | –                            | –                            | –                            | –                            | –                            | –                            | –                            | –                            | –                            | –                            | –                            | –                            | |
| 2022                                                     | „Shut Up” (oraz Upsahl)                                         | –                            | –                            | –                            | –                            | –                            | –                            | –                            | –                            | –                            | –                            | –                            | –                            | –                            | –                            | –                            | 100                          | –                            | –                            | |
| 2022                                                     | „Ritual”                                                        | –                            | –                            | –                            | –                            | –                            | –                            | –                            | –                            | –                            | –                            | –                            | –                            | –                            | –                            | –                            | –                            | –                            | –                            | |
| 2023                                                     | „Dreamer”                                                       | –                            | –                            | –                            | –                            | –                            | –                            | –                            | –                            | –                            | –                            | –                            | –                            | –                            | –                            | –                            | –                            | –                            | –                            | |
| 2023                                                     | „Hero” (oraz Sasha Alex Sloan)                                  | 27                           | –                            | –                            | –                            | –                            | –                            | –                            | –                            | –                            | –                            | –                            | –                            | 1                            | –                            | –                            | 5                            | –                            | –                            | |
| 2023                                                     | „Not You” (oraz Emma Steinbakken)                               | –                            | –                            | –                            | –                            | –                            | –                            | –                            | –                            | –                            | –                            | –                            | –                            | –                            | –                            | –                            | –                            | –                            | –                            | |
| 2023                                                     | „Land Of The Heroes” (oraz Sophie Stray)                        | –                            | –                            | –                            | –                            | –                            | –                            | –                            | –                            | –                            | –                            | –                            | –                            | –                            | –                            | –                            | –                            | –                            | –                            | |
| 2023                                                     | „Endless Summer” (oraz Zak Abel)                                | –                            | –                            | –                            | –                            | –                            | –                            | –                            | –                            | –                            | –                            | –                            | –                            | –                            | –                            | –                            | –                            | –                            | –                            | |
| 2023                                                     | „Better Off (Alone, Pt. III)” (oraz Dash Berlin, Vikkstar)      | 30                           | –                            | –                            | –                            | –                            | –                            | –                            | –                            | –                            | –                            | –                            | –                            | –                            | 26                           | –                            | 3                            | –                            | –                            | |
| 2023                                                     | „Heart Over Mind” (oraz Daya)                                   | –                            | –                            | –                            | –                            | –                            | –                            | –                            | –                            | –                            | –                            | –                            | –                            | –                            | –                            | –                            | –                            | –                            | –                            | |
| 2023                                                     | „Yesterday” (oraz Ali Gatie)                                    | –                            | –                            | –                            | –                            | –                            | –                            | –                            | –                            | –                            | –                            | –                            | –                            | –                            | –                            | –                            | –                            | –                            | –                            | |
| 2023                                                     | „Fire!” (oraz Yuqi, Jvke)                                       | –                            | –                            | –                            | –                            | –                            | –                            | –                            | –                            | –                            | –                            | –                            | –                            | –                            | –                            | –                            | –                            | –                            | –                            | |
| 2024                                                     | „Who I Am” (oraz Putri Ariani, Peder Elias)                     | 18                           | –                            | –                            | –                            | –                            | –                            | –                            | –                            | –                            | –                            | –                            | –                            | –                            | –                            | –                            | –                            | –                            | –                            | |
| 2024                                                     | „Team Side” (oraz Sofiloud)                                     | –                            | –                            | –                            | –                            | –                            | –                            | –                            | –                            | –                            | –                            | –                            | –                            | –                            | –                            | –                            | –                            | –                            | –                            | |
| 2024                                                     | „Unsure” (oraz Kylie Cantrall)                                  | –                            | –                            | –                            | –                            | –                            | –                            | –                            | –                            | –                            | –                            | –                            | –                            | –                            | –                            | –                            | –                            | –                            | –                            | |
| 2024                                                     | „Barcelona” (oraz Ina Wroldsen)                                 | 19                           | –                            | –                            | –                            | –                            | –                            | –                            | –                            | –                            | –                            | –                            | –                            | –                            | –                            | –                            | –                            | –                            | –                            | |
| 2024                                                     | „Wake Up”                                                       | –                            | –                            | –                            | –                            | –                            | –                            | –                            | –                            | –                            | –                            | –                            | –                            | –                            | –                            | –                            | –                            | –                            | –                            | |
| „–” oznacza, że singel nie był notowany na danej liście. |                                                                 |                              |                              |                              |                              |                              |                              |                              |                              |                              |                              |                              |                              |                              |                              |                              |                              |                              |                              | |

Jako Walkzz
| Rok  | Tytuł                    |
| ---- | ------------------------ |
| 2015 | „The Young Geralds 2016” |
| 2016 | „24 Karat 2016”          |

#### Z gościnnym udziałem
Jako Alan Walker
| Rok                                                      | Tytuł                                                           | Najwyższe pozycje na listach | Najwyższe pozycje na listach | Najwyższe pozycje na listach | Najwyższe pozycje na listach | Album                     |
| Rok                                                      | Tytuł                                                           | NOR                          | FIN                          | POL                          | SWE                          | Album                     |
| -------------------------------------------------------- | --------------------------------------------------------------- | ---------------------------- | ---------------------------- | ---------------------------- | ---------------------------- | ------------------------- |
| 2017                                                     | „Back to Beautiful” (Sofia Carson, gościnnie: Alan Walker)      | –                            | –                            | –                            | –                            | –                         |
| 2018                                                     | „Ignite” (K-391, gościnnie: Alan Walker, Julie Bergan, Seungri) | 1                            | 5                            | 5                            | 13                           | –                         |
| 2019                                                     | „Are You Lonely” (Steve Aoki, gościnnie: Alan Walker, Isák)     | 19                           | –                            | –                            | –                            | –                         |
| 2019                                                     | „Ghost” (Au/Ra, gościnnie: Alan Walker)                         | –                            | –                            | –                            | –                            | Death Stranding: Timefall |
| 2020                                                     | „End Of Time” (K-391, gościnnie: Alan Walker, Ahrix)            | 4                            | –                            | –                            | 60                           | –                         |
| 2022                                                     | „PS5” (Salem Ilese, gościnnie: Alan Walker, TXT)                | –                            | –                            | –                            | –                            | Unsponsored Content       |
| „–” oznacza, że singel nie był notowany na danej liście. |                                                                 |                              |                              |                              |                              |                           |

### Pozostałe utwory
Jako DJ Walkzz
| Rok  | Tytuł                                     |
| ---- | ----------------------------------------- |
| 2012 | „Celebrate”                               |
| 2012 | „Light Dreams”                            |
| 2012 | „Burn”                                    |
| 2012 | „Splash the Bass” (feat. DJ Ness)         |
| 2012 | „Fire of the Soul”                        |
| 2012 | „Memories”                                |
| 2012 | „New Heart”                               |
| 2012 | „Big Universe”                            |
| 2012 | „Long Road”                               |
| 2012 | „Life Is a Dream” (feat. DJ Thunderblaze) |
| 2013 | „Burn 2.0”                                |
| 2013 | „Relax”                                   |
| 2013 | „Walkzarx” (& J3zarx)                     |
| 2013 | „The Raid”                                |
| 2013 | „War of Melodies”                         |
| 2013 | „Above the Sky”                           |
| 2013 | „New Energy” (& ZeStalker)                |
| 2013 | „Perry 2013”                              |
| 2013 | „Golden Alley”                            |
| 2013 | „Energy”                                  |
| 2013 | „Dennis 2014”                             |
| 2013 | „135”                                     |
| 2013 | „Hope”                                    |
| 2013 | „Flying Dreams”                           |
| 2016 | „Kjuagutt 2016” (& DJ Ness)               |

Jako Alan Walker
| Rok  | Tytuł                                         |
| ---- | --------------------------------------------- |
| 2016 | „Sunday”                                      |
| 2017 | „Sky” (feat. Alex Skrindo)                    |
| 2019 | „Unity”                                       |
| 2019 | „Live Fast” (oraz ASAP Rocky)                 |
| 2019 | „Sad Sometimes” (oraz Corsak & Huang Xiaoyun) |
| 2024 | „End Of The World” (oraz Anne Gudrun)         |

### Remiksy
Jako DJ Walkzz
| Rok  | Tytuł                                 | Artysta      | Źródło |
| ---- | ------------------------------------- | ------------ | ------ |
| 2012 | „Glimpse of Heaven” (DJ Walkzz Remix) | DJ Harmonics | [ 94 ] |

Jako Alan Walker
| Rok  | Tytuł                                         | Artysta                             | Źródło  |
| ---- | --------------------------------------------- | ----------------------------------- | ------- |
| 2013 | „The Final Countdown” [Alan Walker Remix]     | Europe                              | [ 95 ]  |
| 2015 | „Rays of Light” [Alan Walker Remix]           | Broiler                             | [ 96 ]  |
| 2016 | „Hymn for the Weekend” [Remix]                | Alan Walker vs. Coldplay            | [ 97 ]  |
| 2016 | „Millionaire” (feat. Nelly) Alan Walker Remix | Cash Cash oraz Digital Farm Animals | [ 98 ]  |
| 2016 | „Move Your Body” (Alan Walker Remix)          | Sia                                 | [ 99 ]  |
| 2017 | „Issues” (Alan Walker Remix)                  | Julia Michaels                      | [ 100 ] |
| 2017 | „Lonely Together” (Alan Walker Remix)         | Avicii, gościnnie: Rita Ora         | [ 101 ] |
| 2017 | „Strongest” (Alan Walker Remix)               | Ina Wroldsen                        | [ 102 ] |
| 2017 | „Again” (Alan Walker Remix)                   | Noah Cyrus, gościnnie: XXXTentacion | [ 103 ] |
| 2018 | „Stranger Things” (Alan Walker Remix)         | Kygo, gościnnie: OneRepublic        | [ 104 ] |
| 2019 | „Calma” (Alan Walker Remix)                   | Pedro Capó oraz Farruko             | [ 105 ] |
| 2019 | „Choir” (Alan Walker Remix)                   | Guy Sebastian                       | [ 106 ] |
| 2020 | „Always” (Alan Walker Remix)                  | Gavin James                         | [ 107 ] |
| 2020 | „In Your Arms” (Alan Walker Remix)            | Illenium oraz X Ambassadors         | [ 108 ] |
| 2020 | „Time” (Alan Walker Remix)                    | Hans Zimmer                         | [ 109 ] |
| 2020 | „Selfish” (Alan Walker Remix)                 | Madison Beer                        | [ 110 ] |
| 2021 | „No Te Enamores” (Alan Walker Remix)          | Milly oraz Jay Wheeler              | [ 111 ] |
| 2023 | „Cha Cha Cha” (Alan Walker Remix)             | Käärijä                             | [ 112 ] |
| 2024 | „Hide Away” (Alan Walker Remix)               | Daya                                | [ 113 ] |

### Teledyski
| Rok  | Tytuł              | Reżyser                               |
| ---- | ------------------ | ------------------------------------- |
| 2015 | „Faded”            | Rikkard i Tobias Häggbom              |
| 2016 | „Sing Me to Sleep” | Rikkard i Tobias Häggbom              |
| 2016 | „Alone”            | Rikkard i Tobias Häggbom              |
| 2017 | „Tired”            | Alexander Halvorsen                   |
| 2017 | „The Spectre”      | Alexander Zarate Frez, Audun Notevarp |
| 2017 | „All Falls Down”   | Kristian Berg                         |
| 2018 | „Darkside”         | Kristian Berg                         |

Teledyski tekstowe
| Rok  | Tytuł   | Reżyser |
| ---- | ------- | ------- |
| 2017 | „Alone” | –       |

Z gościnnym udziałem
| Rok  | Tytuł      | Artysta    |
| ---- | ---------- | ---------- |
| 2017 | „Momentum” | Don Diablo |